# Лутченко Ірина Геннадіївна
Ірина Геннадіївна Лутченко (нар. 8 березня 1989) — українська футболістка, виступала на позиції воротаря.

## Кар'єра гравця
Футбольну кар'єру розпочала в «Легенді». У чемпіонаті України дебютувала 2005 року. З 2012 року стала основним воротарем чернігівського клубу. У команді виступала до завершення сезону 2014 року. За цей час у Вищій лізі зіграла 81 матч. У футболці «Легенди» тричі вигравала чемпіонат України та двічі ставала володаркою кубку країни. По завершенні сезону 2014 року через сімейні обставини вирішила завершити кар'єру гравчині.
У 2018 році відновила футбольну кар'єру. Дебютувала за чернігівський колектив після свого повернення 24 березня 2018 року в переможному (2:0) домашньому поєдинку 10-о туру чемпіонату України проти «Злагоди-Дніпра-1». Ірина вийшла на поле на 85-й хвилині, замінивши Катерину Діхтяр. У другій частині сезону 2017/18 зіграла 5 матчів у чемпіонаті України. По завершенні сезону закінчила футбольну кар'єру.

## Особисте життя
Одружена, виховує сина (нар. 06.08.2015).

## Досягнення
«Легенда»
- Вища ліга чемпіонату України
  -  Чемпіон (3): 2005, 2009, 2010
  -  Срібний призер (4): 2006, 2008, 2011, 2013
  -  Бронзовий призер (2): 2007, 2014

- Кубок України
  -  Володар (2): 2005, 2009
  -  Фіналіст (7): 2006, 2007, 2008, 2010, 2011, 2013

- Italy Women's Cup
  -  Чемпіон (1): 2006
  -  Бронзовий призер (1): 2005

- Зимовий чемпіонат України
  -  Чемпіон (1): 2013